# Kortrijk Spurs in het seizoen 2025/26
Het seizoen 2025/2026 was het 6e jaar in het bestaan van de Kortrijkse basketbalclub Kortrijk Spurs en de derde in de BNXT League.

## Seizoen
Volgende spelers verlieten Kortrijk na vorig seizoen: Gabriel Swolfs, Kobe Grymonprez, Niels De Ridder, Mattis Vanoverschelde, Guillaume De Mol. Nieuwe spelers werden: Jarne Lesuisse, Servaas Buysschaert, Noël Coleman, Jay Pal, Diego Bernard, Dajuan Harris Jr., Marvin Smith en Keon Ambrose-Hylton.

## Selectie
Antwerp Giants ·
Brussels Basketball ·
Den Helder SUNS ·
Donar ·
Rotterdam City ·
Heroes Den Bosch ·
Kangoeroes Mechelen ·
Kortrijk Spurs ·
Landstede Hammers ·
Leuven Bears ·
Limburg United ·
LWD Basket ·
Okapi Aalst ·
Oostende ·
PrismaWorx BAL ·
Spirou Charleroi ·
Union Mons-Hainaut ·
ZZ Leiden